# 市河氏
市河氏（いちかわし）とは、甲斐国市河荘が発祥とされ、主に信濃国と越後国の国境に近い奥信濃に勢力を張った武家の一族。代々伝えられた古文書や書簡が、『市河家文書』として残されている。

## 市河氏の発祥
市河氏の出自については、複数の説が存在する。
江戸時代後期に編纂された『甲斐国志』によれば、市河氏は甲斐国巨摩郡市河荘（現・山梨県西八代郡市川三郷町）を本貫地としたという。さらに、『新編武蔵風土記稿』によれば、市河氏の祖は甲斐源氏（清和源氏義光流）で、源義光の子・武田義清の弟である市河別当刑部卿阿闍梨覚義を祖とする。『太平記』巻三十三によれば、南北朝時代には南朝方である上野国の新田義興に属した「市河五郎」の活動が見られる。
さらに、鎌倉後期までに信濃国高井郡に遷住して北朝側についた藤原姓を称する系譜（市河文書も参照）や、橘姓もあって複雑である。鎌倉時代末期に足利高氏軍に参じた信濃の市河助房は「神」と署名していることから、この時期は諏訪神党に属していたと考えられるが、後述の市河高光は『吾妻鏡』で藤原姓となっており、戦国時代の市河信房が藤原姓を称した記録も残されている。江戸時代に市河氏が仕えた上杉家の記録『米府鹿子』によると「滋野氏 本領信濃」とされている。同じく米沢藩士市河氏が伝えた「藤原姓市川氏系図」では藤原姓となっており、これらの藤原姓は藤原助弘に始まる中野氏の婿となった市河重房に繋がる系統である可能性が高い。なお、藤原姓は他氏族からの冒姓例も多いため注意が必要である。また、平安時代末期に越後に勢力を持っていた桓武平氏繁盛流大掾氏（常陸平氏）の支族城氏（越後平氏）の流れとする説もある。

## 市河氏の来歴

### 鎌倉時代から南北朝時代の市河氏
戦国期・近世期の市河氏の遠祖は不明であるが、『吾妻鏡』治承4年（1180年）条によれば、平安時代後期の治承・寿永の乱において甲斐国の武士に「市河行房」の存在が知られる。治承・寿永の乱において甲斐では甲斐源氏の一族が以仁王の令旨に呼応して挙兵しているが、市河行房は甲斐源氏の一族・安田義定とともに伊豆の源頼朝の挙兵に呼応し、駿河国へ出兵し富士北麓の波志太山において俣野景久率いる平家方を撃破したという（波志田山合戦）。『吾妻鏡』寛元4年（1244年）条では、市河高光（掃部入道、法名は見西）は甲斐の市河荘を本貫地とし、信濃国船山郷青沼（現在の長野県千曲市）、伊勢国光吉名に領地を持っている。
また、『曽我物語』に拠れば、建久4年（1193年）に行房の子・市河定光が頼朝の富士の巻狩において、父の敵討を行った曾我時致と戦っており、鎌倉幕府の御家人としての活動が確認される。また『吾妻鏡』によれば、比企能員の変で北条時政が比企能員を謀殺するために邸内で待ち伏せを行った際に、市河別当五郎行重が、中野四郎とともに召し出されている。また行重は源実朝の代から、正月の弓始めの儀式に参加している。承久元年（1219年）正月、実朝の右大臣拝賀による鶴岡八幡宮参詣には市河左衛門尉祐光が参列している。承久3年（1221年）の承久の乱では信濃武士の大部分は東山道を進軍する武田信光軍に従ったが、北陸道を進軍する北条朝時軍の中に市河六郎刑部の名が見える。この時の市河氏は積極的に進軍し、親不知付近を突破して前進すると、北条義時はその功を激賞している。
その後、鎌倉時代中期に奥春近領（関東御領）の信濃国志久見郷（長野県下高井郡北部）の地頭職を得た市河重房は、その地を実質的に支配する中野能成の嫡子中野忠能と縁戚関係を結び、最終的に中野氏を被官化することで志久見郷を掌握したと考えられている。ただ、市河重房と前述の市河高光の関係は、未だ判明していない。建治元年（1275年）の京都六条八幡宮の再建においては市河別当入道・市河庄司が造営費を負担した武士の中に見られる。
1333年（元弘3年）市河助房は新田義貞の挙兵に呼応するも、建武の新政では足利尊氏に与した。時の信濃国司である書博士清原氏から国司侍所の証明を受けており、高井郡中野西条の所領と、志久見郷の総領職を安堵され、1335年（建武2年）には後任の中納言堀川光継からも軍忠状を得ている。
またその後の北条残党（北条時行、北条泰家）や南朝方（諏訪氏や滋野氏系）との中先代の乱では青沼合戦などの戦いを通じて、北朝方の信濃守護家小笠原氏との関係が強くなっていく。建武3年（1336年）1月には村上信貞に従い、埴科郡英多荘の清滝城を攻略し、更級郡牧城の香坂心覚を攻めた。暦応3年（1340年）8月、新田義宗が越後から志久見山を攻めると、小笠原貞宗とともにこれを撃退し、翌年（1340年）6月には貞宗や上野国守護上杉憲顕に従い、妻有荘（現在の津南町）を攻め、新田一族の屋形を焼き払った。この時期、市河経助らが船山郷や麻績御厨、更に府中の浅間宿（現在の松本市）や諏訪郡にまで転戦し、守護代吉良時衡から軍忠状を得た記録が残されている。
観応の擾乱ごろには、越後国守護上杉氏に与して直義派に組したようで、尊氏派の小笠原氏と対立するなど南朝方として活躍し、1356年（正平11年）には上杉憲将の助力を得て尊氏派の高梨氏と戦っている。上杉氏が尊氏派に帰順すると市河氏も小笠原氏に服して北朝方に復帰する。

### 室町時代の市河氏
市河助房の後を継いだ頼房は、1368年（応安元年/正平23年）信濃守護・上杉朝房に従い、武蔵平一揆に対して武蔵国へ出陣している。1385年（至徳2年）守護斯波義種は頼房に高井郡中野郷西条、志久見山、上条牧の地頭職を本領安堵している。元中4年/嘉慶元年（1387年）に守護斯波義将の守護代・二宮是随に対して、村上氏をはじめとする国人衆が横山城で反旗を翻したときも、守護代方に与して参陣している。
頼房の子・市河新次郎義房は1399年（応永6年）、小笠原長秀に従って応永の乱に出陣し、水内郡若槻新荘加佐郷を所領として与えられている。また1400年（応永7年）の大塔合戦では、市河刑部大輔入道興仙（頼房）が甥の市河六郎頼重らとともに、守護となった小笠原氏について参陣した記録がある。
このように、一連の戦いでその時々の守護側に付いているが、これは近隣の高梨氏との対立関係が影響していると指摘されている。結果、室町幕府からは信任を得られ、幕府管領の細川氏からの感状が残されている。
その後、1416年（応永23年）の上杉禅秀の乱に端を発する一連の騒乱で、1423年（応永30年）に義房が幕府代官細川持有と小笠原政康に従って、小栗満重の乱で足利持氏と対立した京都扶持衆山入氏・小栗氏・真壁氏らを救援するため常陸国に出陣した記録を最後に、市河文書の記録が途切れる（明治期に散逸したと思われる）。結城合戦に参陣した武士の記録「結城陣番帳」にも市河氏の名はない。
ただ、「信濃の一宮」として信仰を集める諏訪神社の記録（諏訪御符礼之古書）には、1452年（宝徳4年）から1488年（長享2年）までの間に、市河氏が頭役（諏訪祭礼の世話役）を7回勤めたことが残されており、この時期も一定の勢力を維持していたことが推測できる。また「栄村史」には、高梨氏の圧力により「志久見郷に押し込められていた」との推論が記載されている。

### 戦国時代の市河氏
室町時代後期になると、北信濃に影響力を持った越後守護上杉氏の重臣として藤原姓の市河氏が現れ、越後国にも所領を有していたことが分かる。しかし越後守護上杉房能と守護代長尾為景が対立して越後国の内乱である「永正の乱」が起こると、市河氏は守護方に味方して敗北したため越後国の所領を失った。1509年（永正6年）、関東管領上杉顕定が養子の上杉憲房軍を先発させた時に、迎え撃った長尾為景（上杉定実）方として市河甲斐守の名が登場する。この戦いで憲房の軍は撃退するも、後続の顕定率いる大軍により越後は制圧され、市河氏も志久見郷に逼塞を余儀なくされる。翌年、顕定は長森原の戦いで敗死するが、この時の戦いに市河氏が参陣した資料的な裏づけは無い。
戦国時代には天文年間から甲斐国の武田氏が信濃侵攻を行い領国を拡大し善光寺平から奥信濃地域にまで進出すると、小県郡の村上義清ら北信豪族を後援した越後国の長尾氏（上杉氏）との抗争が激化した（甲越対決、川中島の戦い）。なお、この時期に同族とみられる上野国甘楽郡の市河右馬助が武田氏の傘下に入っている。
市河氏の領する志久見郷は信越国境に近く、武田方は1556年（弘治2年）には水内郡の市河氏にも調略をはじめているが、市河氏は長尾氏と縁戚関係を築いた高梨氏とは古くから対立し、武田方に帰属している。翌1557年（弘治3年2月）に武田方が埴科郡葛尾城を落城させると長尾景虎は川中島へ出兵するとともに長尾方は志久見郷へも侵攻した。同年8月に武田・長尾両勢は水内郡上野原で衝突する（第三次川中島の戦い）。こうした情勢の中で、同年6月には市河藤若に対して武田方の使者が派遣され上杉勢への対抗を要請されており、武田氏の支援により志久見郷を維持している。
1582年（天正10年）3月に武田氏が滅亡すると、武田遺領は分割され、川中島四郡は織田家臣の森長可が領し、市河信房は森氏に従って飯山城に入ったとされる。同年6月本能寺の変で信長が横死すると森長可は信濃を去り、武田遺領をめぐる天正壬午の乱において市河信房の市河氏は他の旧信濃国衆と共に上杉景勝に服した。また、天正壬午起請文にて市川昌倚が徳川家康方に付いている。
市川昌永の娘:良雲院が徳川家康の側室となり、三女の正清院(振姫)を産んだ。墓所は西福寺。善光寺。

### 江戸時代の市河氏
1598年（慶長3年）、上杉景勝は会津百二十万石へ転封され、一部の市河氏も会津へと移る。更に関ヶ原の戦い後、米沢に減封された上杉氏に従い米沢へ移る。
徳川に仕えた市河氏は、甲斐に残り、徳川四奉行の一人となる。市川満友の子孫は代々尾張徳川家に仕えた。
別家を起こした市川昌倚は徳川氏に仕え旗本。市川昌恒は後に大番を務める。

### 明治時代の市河氏
明治維新による廃藩置県で禄を失った市川氏は、その後北海道へ屯田兵として入植する。現在も子孫が北海道に存在し、『市河家文書』を伝世している。
代々尾張徳川家に仕えた市河氏は、現在もなお愛知県 一宮市に子孫が存在する。